# Orawka (Petite-Pologne)
Pour les articles homonymes, voir Orawka.
Orawka est une localité polonaise de la gmina de Jabłonka, située dans le powiat de Nowy Targ en voïvodie de Petite-Pologne.